# Кампиљионе-Вецанело (Маса-Карара)
Кампиљионе-Вецанело (итал. Campiglione-Vezzanello) је насеље у Италији у округу Маса-Карара, региону Тоскана.
Према процени из 2011. године у насељу је живело 147 становника. Насеље се налази на надморској висини од 398 m.